# Martti Ahtisaari
Martti Ahtisaari (født 23. juni 1937 i Vyborg, Finland, død 16. oktober 2023) var en finsk socialdemokratisk politiker, der var landets præsident 1994-2000. Ahtisaari var desuden i mange år FN-diplomat, og var blandt andet FN's særlige udsending til Kosovo. I 2008 tildeltes han Nobels fredspris for sit diplomatiske arbejde i en række konflikter. En uge forinden modtog Ahtisaari desuden Unescos fredspris, Félix-Houphouët-Boigny-prisen.

## Galleri
- Ahtisaari holder et pressemøde under præsidentvalget i 1994
- Ahtisaari forenede Kosovo -krisen med amerikanske og russiske forsvarsministre i 1999.
- Ahtisaari blev tildelt Nobels fredspris i 2008.
- Ahtisaari (først fra venstre) med William Hague, Jimmy Carter, og Lakhdar Brahimi fra The Elders-gruppen i London, 24. juli 2013.